# Periclimenes imperator
Pour les articles homonymes, voir Crevette impériale.
Crevette impériale
Espèce
La Crevette impériale (Periclimenes imperator ou Zenopontonia rex) est une espèce de crevettes de la famille des Palaemonidae.

## Description
C'est une petite crevette symbiotique, qui mesure 3 cm de long au maximum. Sa livrée est variable, mais toujours sur une base d'orangé (parfois rouge) et de blanc (parfois juste de l'orange clair), avec les pattes et les extrémités des pinces violettes. Certains spécimens sont translucides avec seulement quelques bandes blanches sur le dos, d'autres ont le dos entièrement blanc. Sa tête se termine par deux plaques aplaties et arrondies sur les côtés, comme pour la plupart des espèces du genre Periclimenes, avec un rostre effilé partant du front. Le telson (la « queue ») est en forme d'éventail plus ou moins translucide et ponctué de blanc.

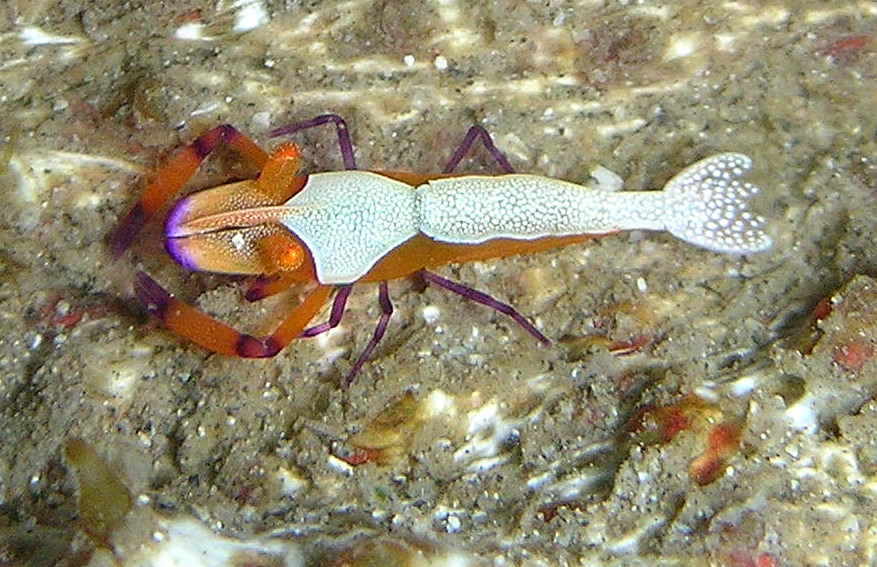
Spécimen à dos blanc.
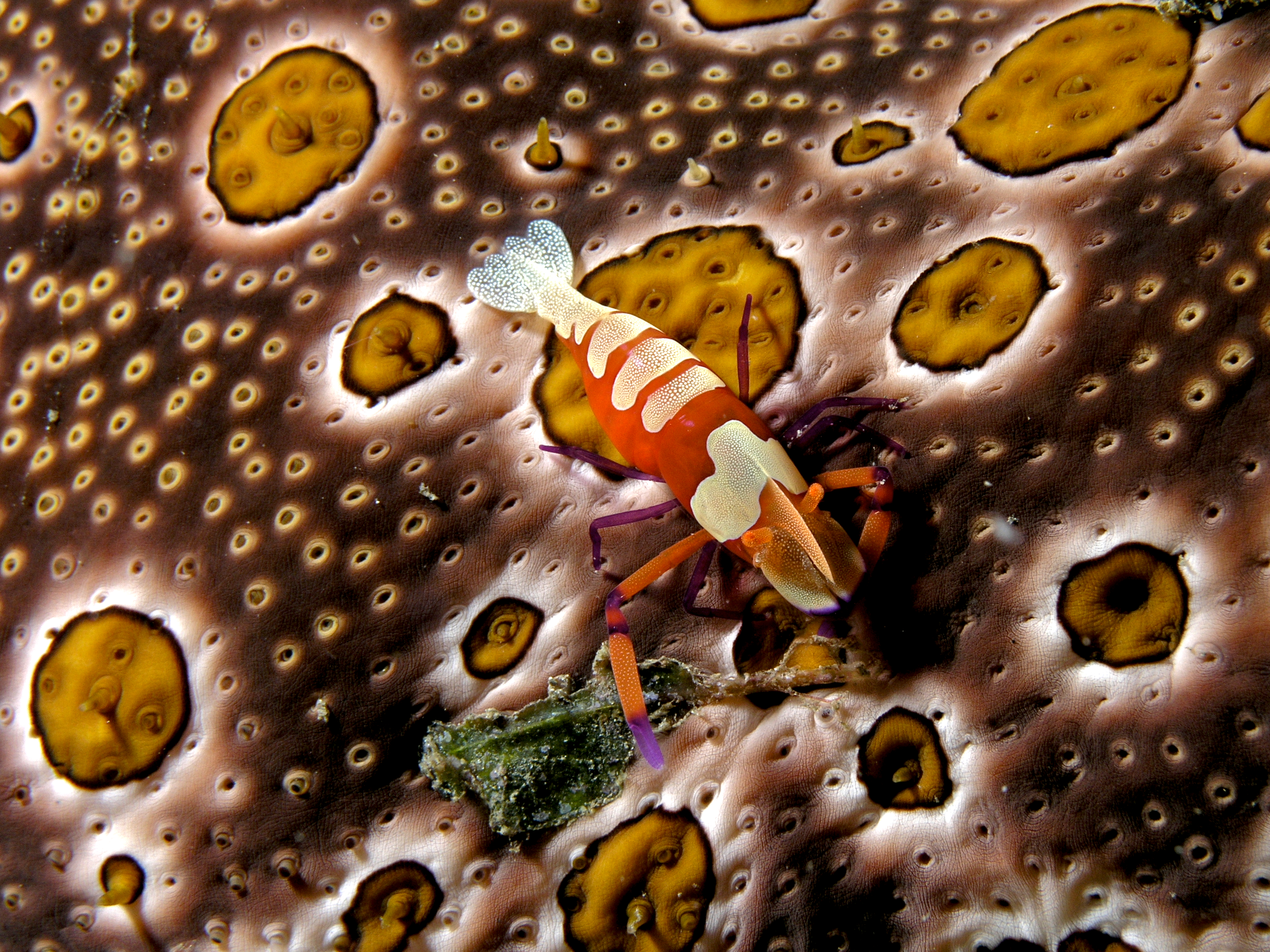
Crevette impériale sur un concombre de mer Bohadschia ocellata
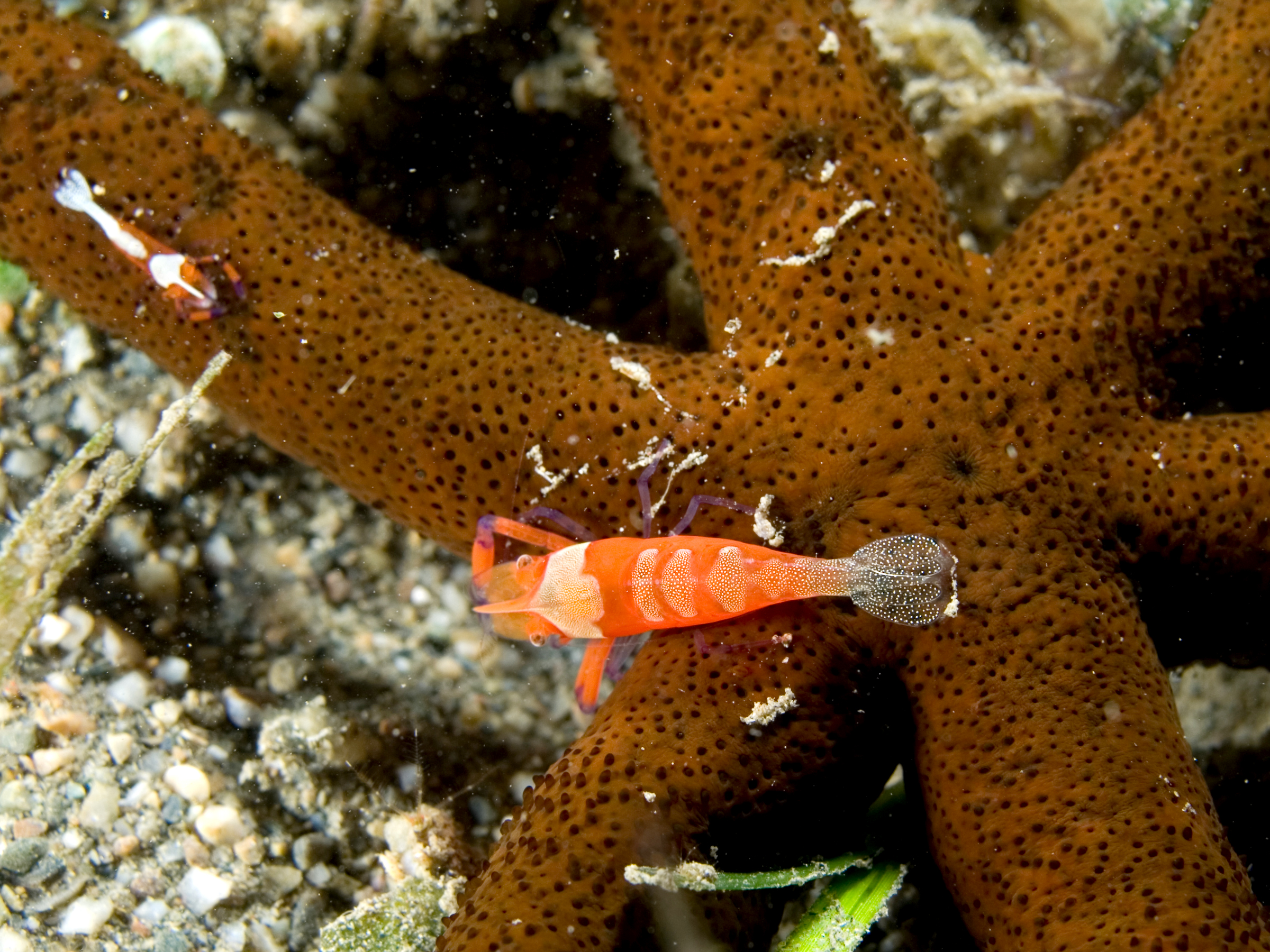
Couple sur une étoile de mer ophidiastéridée.
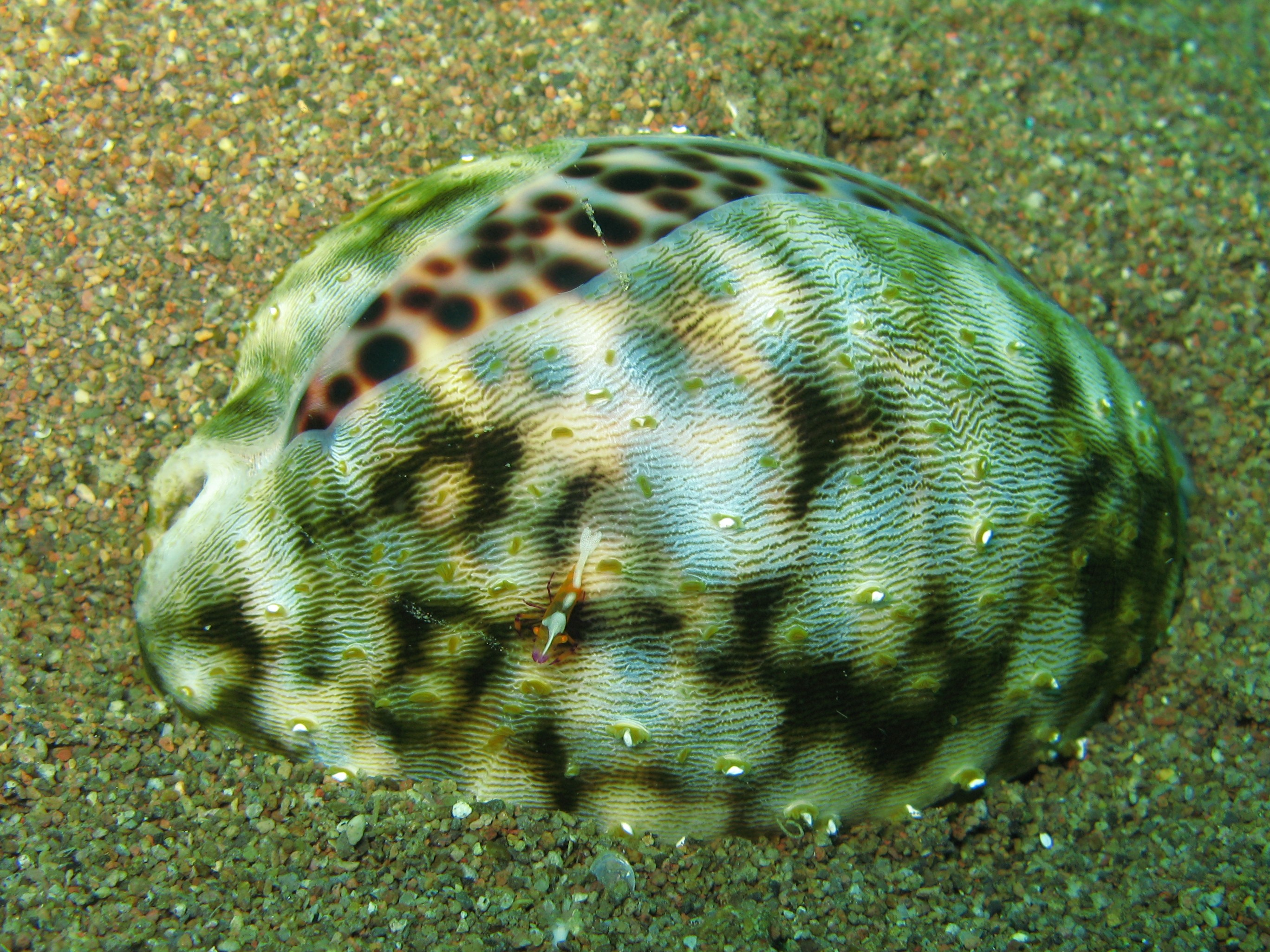
Sur une porcelaine.

Cette espèce ne doit pas être confondue avec les nombreuses autres espèces de ce genre, notamment Periclimenes soror, qui vit en association presque exclusive avec des étoiles de mer de la famille des Oreasteridae.

## Habitat et répartition

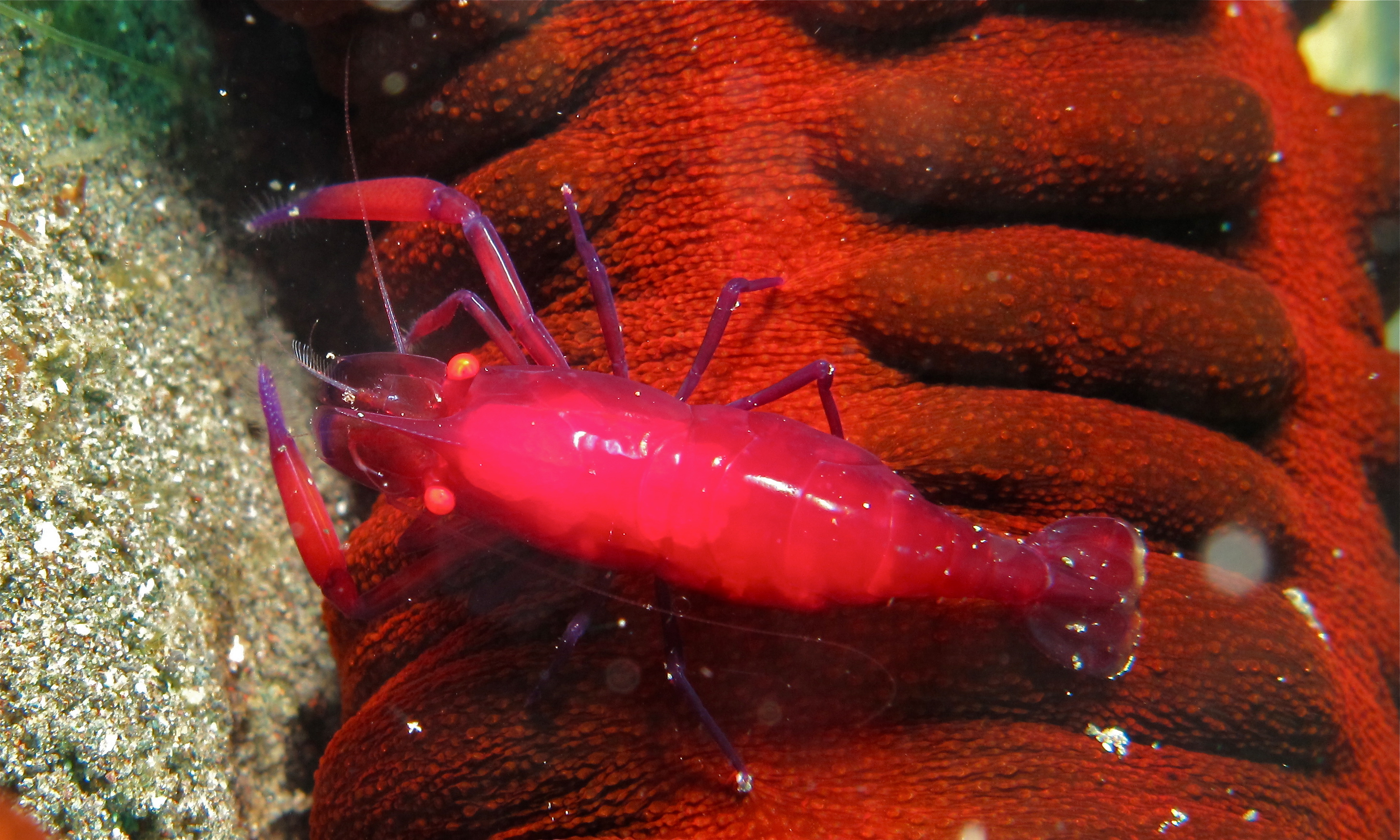
Spécimen rouge sur un concombre de mer.

Cette crevette se retrouve dans les écosystèmes coralliens de l'Indo-Pacifique tropical, de la Mer Rouge à la Polynésie. Elle vit entre la surface et 30 m de profondeur, dépendant de son hôte.

## Association avec les échinodermes et les gastéropodes
Les crevettes impériales font partie des « crevettes nettoyeuses », et sont presque toujours associées à des invertébrés comme des échinodermes tels que les concombres de mer (notamment des genres Bohadschia, Stichopus ou Synapta), ou des étoiles de mer (par exemple des genres Gomophia ou Linckia). On peut aussi les trouver sur des gastéropodes, notamment de gros nudibranches, comme la « danseuse espagnole » Hexabranchus sanguineus.

## Taxinomie
Cette espèce a été décrite en 1967 par A. J. Bruce .